# Chromebook
Chromebook és un ordinador personal que treballa amb el sistema operatiu Google Chrome OS. Els dispositius són d'una classe diferent de la computadora personal, comprès entre el client en el núvol i els portàtils tradicionals. Els primers dispositius que es van llançar a la venda amb aquest Sistema operatiu van ser de la mà de Acer i Samsung, anunciats oficialment durant el congrés de desenvolupadors Google I / O el maig de 2011 i començant a comercialitzar-se a partir de el 15 de juny de 2011.

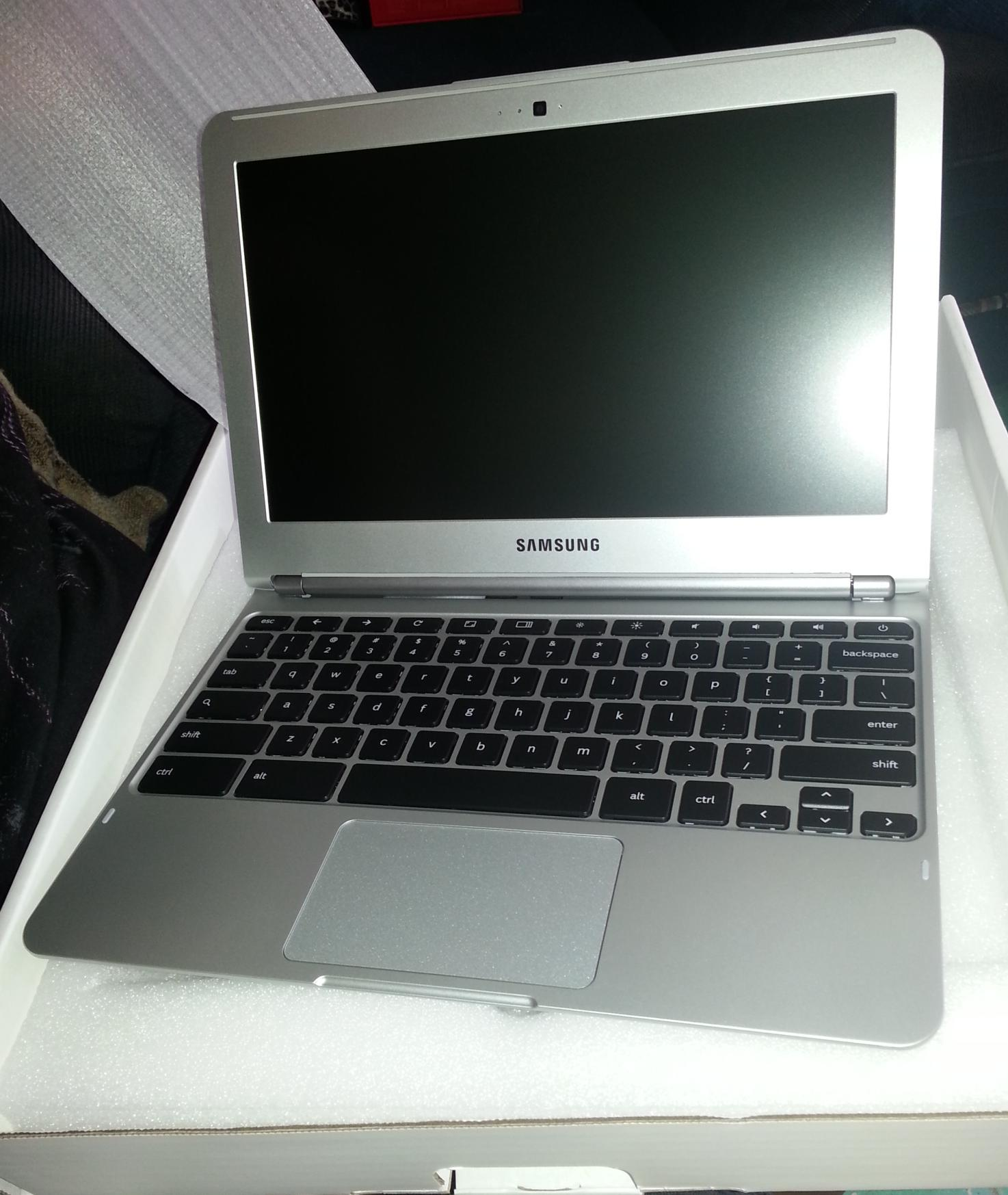
El ChromebookSerie 3 de Samsung

## Disseny
Els Chromebooks es comercialitzen amb el sistema operatiu Google Chrome OS, que utilitza el Nucli de Linux i el navegador web Google Chrome i amb un reproductor multimedia integrat. Tots els continguts, ja siguin jocs, programes o documents personals s'actualitzen a l'instant amb el servidor de forma automàtica, sempre que es disposi de connexió, ja sigui 3G/4G o Wi-Fi, podent accedir a tota la informació des de qualsevol punt o dispositiu compatible. D'altra banda i al contrari d'altres plataformes, el disseny del Chromebook està pensat perquè s'actualitzi sol, sense que l'usuari hagi de fer res.
Al estar basat purament en el núvol, la seva capacitat fora de línia és limitada. En lloc de que l'usuari hagi de instal·lar programari de la manera tradicional, els Chromebooks funcionen amb aplicacions que es poden descarregar des del Chrome Web Store, ja siguin gratuïtes o de pagament. Segons Google, afirma que gràcies a l'arquitectura multicapa, elimina la necessitat de tenir cap tipus de programari antivirus. El sistema suporta dispositius USB com ara càmeres Web, Ratolins, i teclats externs així com memòries flash amb un funcionament molt similar al plug and play d'altres sistemes operatius. A l'estar enfocat en la navegació web, el teclat del Chromebook inclou diverses tecles específiques per millorar l'experiència en línia, com ara per controlar les finestres que s'obren, tecles d'obertura i tancament de el navegador i un botó de cerca ràpida.
El Chromebook requereix posseir un compte de Gmail, que és la que es farà servir per accedir al portàtil i mitjançant la qual es realitzaran totes les actualitzacions, a més de mantenir oberts els comptes relacionades de Google com YouTube, Google+, Google Maps i altres serveis de la companyia de la mateixa manera que passa amb el sistema operatiu Android que Google va llançar per a smartphones.

## Característiques
- Inicien de forma ràpida, són compatibles amb els últims estàndards web.
- Integra funcions WI-FI I 3G / 4G.
- Les aplicacions, els documents i la configuració de cada usuari s'emmagatzemen de forma segura en el núvol, mentre que les Descàrregues s'emmagatzemen de forma local
- Accés ràpid a les aplicacions de Google, com ara Google Drive, Google Docs, Google Slides, Google Sheets i altres (Només si tens com a cercador predeterminat Google)
- Encara que en estat Beta, Chromebooks poden executar eines, editors i IDEs de Linux[10]
- Permet seleccionar el mode de convidat per navegar de manera privada.
- Quan s'encenen, s'actualitzen automàticament.
- Posseeixen funcions de seguretat integrades.[11]

## Models
Google a l'inici va desenvolupar un prototip conegut com Cr-48, que no es va arribar a comercialitzar. Els primers que van arribar als mercats, van ser uns models molt similars a el prototip de Google, llançats per Samsung i Acer. Totes dues van sortir amb l'opció de ser adquirides tant Wi-Fi i / o 3G, a més d'una càmera web d'alta definició i dos ports USB 2.0.